# Committee on the Safety of Medicines
Committee on the Safety of Medicines (CSM) var en oberoende rådgivande kommitté som för 40 år sedan utredde på uppdrag av den brittiska tillståndsmyndigheten om kvalitet, säkerhet och effekt av läkemedel. Den ersattes den 30 oktober 2005 av Commission for Human Medicines som kombinerar funktionerna hos både den tidigare utskottet och läkemedelslagen.